# Mont Taylor
Pour les articles homonymes, voir Taylor.
Le mont Taylor, en anglais Mount Taylor, est un sommet montagneux et un volcan américain dans le comté de Cibola, au Nouveau-Mexique. Il culmine à 3 445 mètres d'altitude au sein de la forêt nationale de Cibola. Montagne sacrée des Navajos, il apparaît sur le grand sceau de la nation navajo comme une série de pics bleus.